# Ingegerd Gärtner

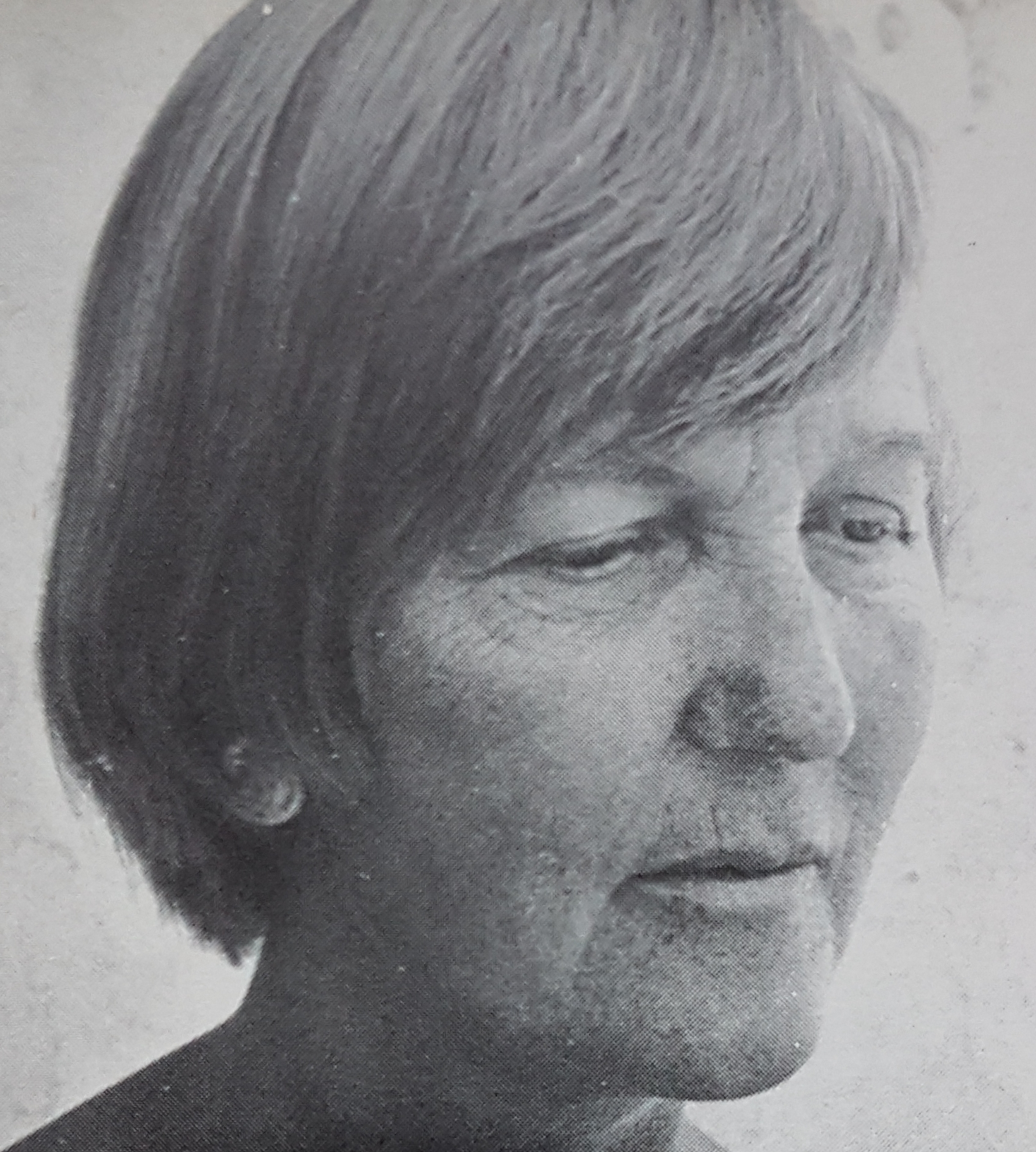
Ingegerd Gärtner

Ingegerd (Lilja) Gärtner, född 20 april 1916 i Engelbrekts församling i Stockholm, död 25 september 2006 i Danmarks församling i Uppsala, var en svensk målare och teckningslärare. Hon var dotter till Sten Lilja.
Gärtner studerade vid Tekniska skolan, Konsthögskolans etsningsskola för Harald Sallberg, grafikkurser vid Kyrkeruds folkhögskola samt i Ålsta och Hola. 
Separat har hon ställt ut i Arvika, Karlstad, Säffle, Norrtälje och Norrköping. Hon har medverkat i samlingsutställningar med Grafiska sällskapet, Värmlands konstförening på Värmlands museum och Grafiktriennalen.
Hon har tilldelats Thor Fagerkvist-stipendiet från Värmlands konstförening.
Vid sidan av sitt eget skapande arbetade hon som teckningslärare i Arvika och hon anställdes 1969 som metodiklärare i bild vid Lärarhögskolan i Uppsala.
Ingegerd Gärtner är representerad vid  Moderna museet, Värmlands museum, Västerås konstmuseum, Norrköpings Konstmuseum och Upplands museum som fick en större donation av hennes grafiska blad efter hennes bortgång. 
En minnesutställning med Gärtners konst visades på Rackstadmuseet 2007.

### Fotnoter
1. ↑   Sveriges dödbok 1860–2017 (Version 7.0). Solna: Sveriges släktforskarförbund. 2018. ISBN 9789188341310
2. ↑  Moderna museet